# Dresser, Wisconsin
Dresser là một làng thuộc quận Polk, tiểu bang Wisconsin, Hoa Kỳ. Năm 2006, dân số của làng này là 732 người.